# Batthyány-kastély (Ikervár)
A Batthyány-kastély Ikerváron, Vas vármegyében található.

## Története
Ikervár földesurai a Kanizsaiak, Nádasdyak, Draskovichok voltak, majd 1789-től a Batthyány család. A kastélyt, a korábbi épületeket magába foglalva (az eredeti kastély formájában egy 16-17. századi téglalap alakú erődített kastélyra emlékeztetett), gróf Batthyány Miksa (1739–1804) építtette át egy U-alakú késő barokk épületté. Ebben a kastélyban töltötte gyermekkorának egy részét gróf Batthyány Lajos, aki miután már felnőttként, 1831-ben hozzájutott örökségéhez, jelentősen hozzájárult a község fellendüléséhez. 1834. december 4-én Batthyány feleségül vette Zichy Antóniát, akinek a kastély lett az új otthona. Batthyány a péterfai uradalmában cukorgyárat, tehenészetet és juhászatot létesített, selyemhernyó-tenyésztés céljából eperfákat telepített. Az 1850-es évekből fennmaradt leltárak szerint akkor még az 1846–1847-es, a század végén is modernnek számító felújítás után nem készült el a kastély, így a gróf azt már nem használhatta.
Az 1848-49-es szabadságharc leverése, majd Batthyány kivégzése után a birtokot és a kastélyt is elkobozták (az 1849. októberi ítélet a gróf kivégzését és teljes vagyonelkobzását írta elő, azonban, hogy több pénzhez jussanak) a császári kamara árendába adta 1852-től gróf Zichy Jánosnak (az özvegy öccsének néhány más Batthyány-birtokkal együtt). Egyes források szerint 1860-ban Zichy Antónia saját pénzén, más források alapján apja, gróf Zichy Károly 1859-ben vásárolta vissza a kastélyt és birtokaikat a kincstártól. 1871-ben Batthyány Elemér nevére íratták, így a kastély visszakerülhetett az építtető család tulajdonába. 1861-ben idősebb lányára, Emmára és férjére, gróf Batthyány Gézára bízta az ikervári uradalom gondozását, ők pedig az ifjú Elemérnek, mint az ikervári uradalom tulajdonosának apanázst fizettek. Kutatások szerint 1877-ben eladta nővérének a birtokot.
Később a család mezőgazdasági és ipari létesítményeket építtetett, Batthyány Lajos fiumei kormányzó, az egykori miniszterelnök unokája kosárfonó üzemet létesített, kezdeményezésére létrejött a Vas Megyei Elektromos Művek Rt., mely 1895-ben megépítette az ország első vízerőművét, és Ikervár lett Magyarország első villanyvilágítású faluja. Az első világháború felbolygatta a bankokat, amelyek jelentős kölcsönöket nyújtottak gróf Batthyány Elemérnek, más források a család elszegényedéséről írnak és legkésőbb 1916-ra a kölcsönök visszafizetését kérték. A Batthyány család a polgárdi kastélyába költözött át, mert áruba kellett bocsátani a teljes ikervári uradalmat. A felújított, korszerűsített kastélyt – egyes források szerint bajor hercegi tulajdonba került, valójában azonban – 1916-ban a családnak sikerült eladnia a Magyar Államnak. Az épületben először hadigondozottak otthonát, majd 1919-től hadiárva nevelőintézetet létesítettek, majd 1999-ig gyermekotthonként működött. A 2000-es években üresen állt, a korábban Fodor Gábor mellett tanácsadóként is tevékenykedő internetmilliárdos Törő Csabának, az Euroweb volt ügyvezetőjének tulajdonában. 2016-ban a Magyar Állam visszavásárolta. 2017-ben a kastély és annak parkja, leromlott állapotuk miatt már nem volt látogatható.
Az eredetileg 18. századi barokk stílusú kastélyt 1847-ben építtette át Ybl Miklós és Pollack Ágoston tervei alapján neoreneszánsz, más források szerint romantikus stílusban a Batthyány család. A 19. század végén eklektikus stílusban alakították át, a belső romantikus falfestményei is ekkor készültek. Az épületen érezhető az olasz Palladio hatása. A kastély falán elhelyezett emléktábla az 1848. június 13-án felállított Vas Megyei Nemzetőrségnek állít emléket, melynek zászlaját Zichy Antónia avatta fel.

## A kastélypark

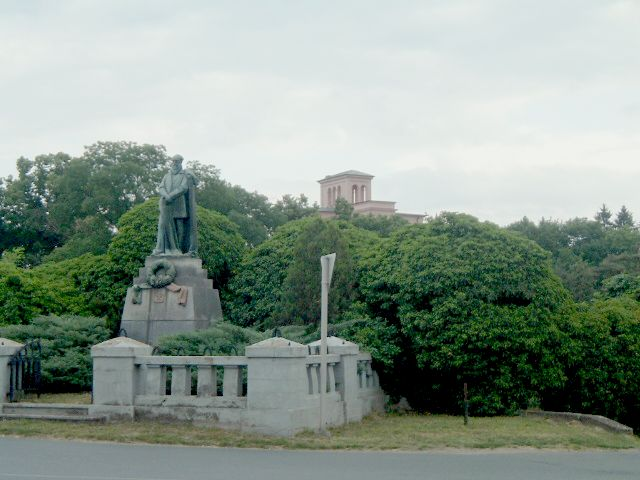
Batthyány-szobor

A kastély parkja védett terület, itt állnak a Kossuth- és Batthyány-emlékfák és az egész alakos, Batthyány Lajos grófról 1913-ban készült szobor, melyet Bory Jenő készített és közadakozásból állíttatott Ikervár lakossága.[forrás?]